# وینالی پتراکوف
وینالی پتراکوف (ایتالیایی: Vitaly Petrakov؛ زادهٔ ۱۰ دسامبر ۱۹۵۴) دوچرخه‌سوار اهل روسیه است.
وی در مسابقات کشوری و بین‌المللی در مجموع برندهٔ ۱ مدال نقره شده‌است.